# Косцюшко (Міссісіпі)
Косцюшко (англ. Kosciusko) — місто (англ. city) в США, в окрузі Аттала штату Міссісіпі. Населення — 7114 особи (2020).

## Географія
Косцюшко розташоване за координатами 33°3′29″ пн. ш. 89°35′22″ зх. д. / 33.05806° пн. ш. 89.58944° зх. д. (33.058169, -89.589364).  За даними Бюро перепису населення США в 2010 році місто мало площу 19,56 км², з яких 19,53 км² — суходіл та 0,02 км² — водойми.

### Клімат
| Клімат : Косцюшко                                       | Клімат : Косцюшко | Клімат : Косцюшко | Клімат : Косцюшко | Клімат : Косцюшко | Клімат : Косцюшко | Клімат : Косцюшко | Клімат : Косцюшко | Клімат : Косцюшко | Клімат : Косцюшко | Клімат : Косцюшко | Клімат : Косцюшко | Клімат : Косцюшко | Клімат : Косцюшко |
| Показник                                                | Січ.              | Лют.              | Бер.              | Квіт.             | Трав.             | Черв.             | Лип.              | Серп.             | Вер.              | Жовт.             | Лист.             | Груд.             | Рік               |
| Абсолютний максимум, °C                                 | 29,4              | 29,4              | 33,3              | 36,7              | 38,9              | 42,8              | 42,2              | 42,8              | 42,8              | 36,7              | 31,7              | 28,9              | 42,8              |
| Середній максимум, °C                                   | 13,1              | 14,9              | 19,7              | 24,2              | 28,1              | 31,9              | 33,1              | 33,1              | 30,7              | 25,2              | 18,8              | 13,9              | 23,9              |
| Середній мінімум, °C                                    | 0,9               | 2,1               | 6,0               | 10,4              | 14,9              | 19,1              | 20,8              | 20,3              | 17,0              | 10,1              | 4,9               | 1,6               | 10,7              |
| Абсолютний мінімум, °C                                  | −25,6             | −22,2             | −12,2             | −4,4              | 2,2               | 5,0               | 11,7              | 10,0              | 2,8               | −6,7              | −11,1             | −17,8             | −25,6             |
| Норма опадів, мм                                        | 136               | 134               | 152               | 136               | 119               | 93                | 127               | 96                | 85                | 81                | 113               | 137               | 1409              |
| ------------------------------------------------------- | ----------------- | ----------------- | ----------------- | ----------------- | ----------------- | ----------------- | ----------------- | ----------------- | ----------------- | ----------------- | ----------------- | ----------------- | ----------------- |
| Джерело: https://wrcc.dri.edu/cgi-bin/cliMAIN.pl?ms4776 |                   |                   |                   |                   |                   |                   |                   |                   |                   |                   |                   |                   |                   |

## Демографія
Згідно з переписом 2010 року, у місті мешкали 7402 особи в 2817 домогосподарствах у складі 1871 родини. Густота населення становила 379 осіб/км².  Було 3169 помешкань (162/км²).
Расовий склад населення:
| - 51,9 % — чорних або афроамериканців - 45,6 % — білих - 0,5 % — азіатів - 0,3 % — корінних американців |

До двох чи більше рас належало 0,8 %. Частка іспаномовних становила 2,1 % від усіх жителів.
За віковим діапазоном населення розподілялося таким чином: 28,5 % — особи молодші 18 років, 54,3 % — особи у віці 18—64 років, 17,2 % — особи у віці 65 років та старші. Медіана віку мешканця становила 34,9 року. На 100 осіб жіночої статі у місті припадало 82,2 чоловіків;  на 100 жінок у віці від 18 років та старших — 74,8 чоловіків також старших 18 років.
Середній дохід на одне домашнє господарство  становив 51 868 доларів США (медіана — 29 005), а середній дохід на одну сім'ю — 61 759 доларів (медіана — 33 826). Медіана доходів становила 39 470 доларів для чоловіків та 25 592 долари для жінок. За межею бідності перебувало 33,3 % осіб, у тому числі 48,7 % дітей у віці до 18 років та 20,0 % осіб у віці 65 років та старших.
Цивільне працевлаштоване населення становило 2272 особи. Основні галузі зайнятості: освіта, охорона здоров'я та соціальна допомога — 26,5 %, виробництво — 14,3 %, роздрібна торгівля — 8,4 %, мистецтво, розваги та відпочинок — 7,7 %.